# 金森一為
金森 一為（かなもり かずため）は、戦国時代の武将。

## 経歴・人物
金森長近の一族と見られ、織田信忠に小姓として仕える。天正7年（1579年）4月1日、同僚の佐治新太郎との口論が原因となり刺殺され、新太郎もまた切腹を命じられた。